# USS Delaware (BB-28)
USS Delaware (BB-28) byl dreadnought námořnictva Spojených států amerických, který byl pojmenován podle amerického státu Delaware. Byla to první jednotka třídy Delaware.

## Stavba
Kýl lodi Delaware byl založen 11. listopadu 1907 v americké loděnici Newport News Shipbuilding ve státě Virginie. Loď byla spuštěna 6. února 1919 a do služby byla uvedena 4. dubna 1910.

## Výzbroj
Hlavní výzbroj lodě tvořilo 5 dvojhlavňových střeleckých věží s děly Mk 5 ráže 305 mm. Sekundární výzbroj tvořilo 14 děl Mk 6 (ráže 127 mm. Dále zde byly nainstalované 2 kanóny QF 3-pounder ráže 47 mm, 4 automatické kanóny QF 1-pounder ráže 37 mm a 2 torpédomety s torpédy Mk 15, které měřily na průměr 533 mm.